# Bouchard VI de Montmorency
Pour les articles homonymes, voir Bouchard.
Pour les autres membres de la famille, voir Maison de Montmorency.
Bouchard VI (1203-1243), baron de Montmorency, seigneur d'Écouen, de Conflans-Sainte-Honorine, de Feuillarde, de Château-Basset, de Deuil, d'Épinay, de Saint-Brice, de Groslay et de Taverny.

## Famille
Son père est Mathieu II de Montmorency, dit le Grand, baron de Montmorency, connétable de France. Sa mère, Gertrude de Nesle-Soissons, fille de Raoul Ier de Soissons comte de Soissons, est la première femme de son père. Il est leur premier fils et leur deuxième enfant.
Il a pour frères :
- Mathieu[note 1] (mort en février 1250 à la bataille de Mansourah), seigneur d'Attichy. Comte de Ponthieu par son mariage (entre septembre 1240 et le 15 décembre 1241) avec Marie de Ponthieu (née avant le 17 avril 1199 et morte en septembre 1250), fille de Guillaume « Talvas » comte de Ponthieu et de sa femme Alix de France, veuve de Simon de Dammartin comte d'Aumâle ;
- Jean (mort après janvier 1226)[note 1] ;

et pour demi-frère et demi-sœurs, par son père veuf de Gertrude et remarié en secondes noces avec Emma de Laval (1200-1264), dame de Laval, veuve de Robert Ier comte d'Alençon (mariage en juillet 1218), :
- Guy VII de Laval (1219-1265), baron de Vitré, seigneur de Laval (1264-1265), seigneur d'Acquigny, de Hérouville, d'Aubigné et d'Olivet ;
- Avoise de Montmorency (morte en 1270) qui épousera Jacques de Château-Gontier en 1239 ;
- Marsilie de Montmorency (morte en 1264 ou après).

### Ascendance
Hugues Capet → Robert II de France → Henri Ier de France → Philippe Ier de France → Louis VI de France → Robert Ier de Dreux → Alix de Dreux → Gertrude de Nesle-Soissons → Bouchard VI de Montmorency

## Biographie
Continuant la politique de son père, Bouchard VI fait partie des officiers royaux envoyés combattre le comte de La Marche. En 1242, il est présent à la bataille de Taillebourg (Charente Maritime), où les troupes du roi Louis IX défont sévèrement celles du roi d'Angleterre Henri III. 

## Mariage et descendance
Vers août 1220, Bouchard épouse Isabel de Laval (1202-1244), fille de Guy V de Laval et Havoise de Craon et sœur cadette de sa belle-mère Emma. De ce mariage, sont issus :
- Mathieu III de Montmorency (mort en 1270) ;
- Thibault de Montmorency (mort un 29 décembre, en 1268 ou après), chanoine ;
- Bouchard VII de Montmorency (mort après octobre 1284), épouse Philippa Britaud, fille de Jean Britaud, seigneur de Nangis et connétable de Sicile, et de sa femme Marguerite[4] ;
- Havoise de Montmorency (morte en 1286 ou avant septembre 1287). Elle épouse Anseau IV de Garlande, seigneur de Tournan en Brie[2] et est inhumée dans l'abbatiale de l'abbaye d'Hermières[réf. souhaitée] ;
- Alix de Montmorency (morte après septembre 1287) ;
- Jeanne de Montmorency (morte en 1269 ?) ;
- Alix de Montmorency (morte après mai 1249), mariée à Roger de Rosoy (mort à la bataille de Fariskur, le 6 avril 1250), seigneur de Chaumont et de Rosoy, chevalier, fils de Roger seigneur de Rozoy et de sa femme Alix d’Avesnes[2].